# Саар, Эльмар Юханович
Эльмар Юханович Саар (эст. Elmar Saar; 19 февраля 1908, Ревель — 19 декабря 1981, Таллин) — эстонский футболист и тренер, советский судья, имел всесоюзную категорию (09.02.1945). Выступал на позиции защитника и полузащитника. Обслуживал матчи чемпионата и Кубка СССР. Заслуженный деятель спорта Эстонской ССР.

## Биография
С 1926 по 1936 год выступал в чемпионате Эстонии за столичные команды «Таллин» и «Эстония». Четыре раза становился чемпионом страны. В 1936 был признан лучшим игроком Эстонии. С 1928 по 1936 провёл за национальную сборную 23 матча.
В 1939 тренировал сборную Эстонии, после присоединения Прибалтики к СССР работал в советских клубах из Таллина «Динамо» и «Калев».
В первом чемпионате СССР по хоккею с шайбой 1946/47 играл за «Динамо» Таллин.
Судейскую карьеру начал в 1932 году. С 1945 по 1959 год работал на матчах чемпионата СССР. Дважды — в 1944 и 1945 годах судил финальные матчи Кубка СССР.

## Достижения
«Таллин»
- Чемпион Эстонии: 1928

 «Эстония»
- Чемпион Эстонии (3): 1934, 1935, 1936